# Nikolaï Makarov (cyclisme)
Pour les articles homonymes, voir Nikolaï Makarov et Makarov.
Nikolaï Artamonovich Makarov (Макаров Николай Артамонович), né en 1958, à Alma-Ata, dans le Kazakhstan (alors URSS) est un coureur cycliste soviétique sur piste. En 1979, il est champion du monde de poursuite individuelle amateurs.

## Palmarès
- 1977
  -  3e du championnat du monde de la course aux points amateurs

- 1978
  -  Champion d'URSS de poursuite individuelle
  - Quart-de-finaliste du championnat du monde de poursuite individuelle amateurs[1]

- 1979
  -  Champion du monde de poursuite individuelle amateurs
  -  Champion d'URSS de poursuite individuelle
  - Vainqueur en Poursuite individuelle à la Spartakiade de Moscou